# Santamartaschreeuwuil
De santamartaschreeuwuil (Megascops gilesi) is een soort uil uit de familie van de  uilen en het geslacht  Megascops (Schreeuwuilen). De vogel is in 2017 door de Deense ornitholoog Niels Krabbe geldig beschreven en vernoemd naar de natuurbeschermer Robert Giles.

## Verspreiding en leefgebied
De vogel komt voor in vochtig natuurlijk bos tussen de 1800 en 2500 m boven zeeniveau in de Sierra Nevada de Santa Marta in het noorden van Colombia.

## Status
De grootte van de populatie is in 2018 geschat op 2300-7500 volwassen vogels. Op de Rode lijst van de IUCN heeft deze soort de status kwetsbaar.